# Matthew Robert Targett

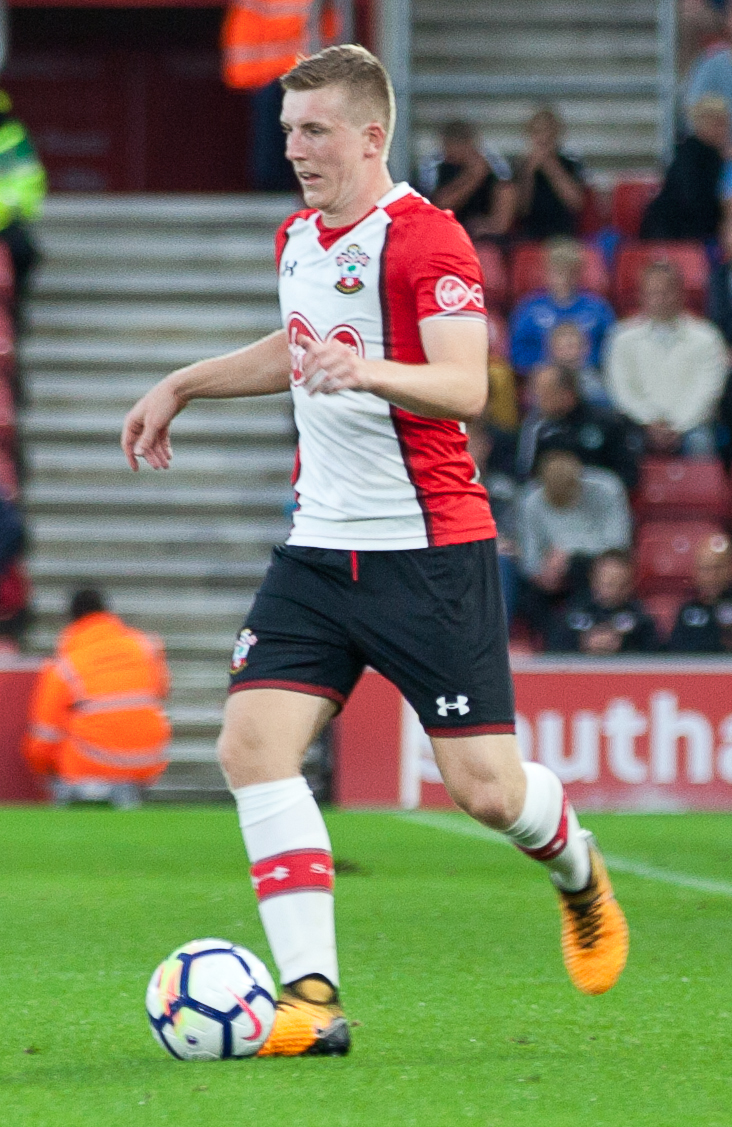
Matt Targett em 2017.

Matthew Robert Targett (Eastleigh - 18 de setembro de 1995) é um futebolista profissional inglês que atua como lateral-esquerdo do Newcastle United, clube da Premier League.

## Carreira no clube

### Southampton
Nascido em Eastleigh, Hampshire, ingressou na academia de Southampton aos oito anos de idade, depois de ser observado por sua equipe local. Ele foi nomeado em um time da rodada sênior pela primeira vez em 24 de setembro de 2013, e não foi utilizado quando derrotou o Bristol City por 2-0 na terceira rodada da Copa da Liga . Em 26 de abril de 2014, ele foi nomeado em um jogo da Premier League pela primeira vez, permanecendo no banco quando o Southampton venceu por 2 a 0 em casa contra o Everton .
Em 26 de agosto de 2014, Targett fez sua estreia no time principal pelo Southampton em um jogo da segunda rodada da Copa da Liga em Millwall . Ele jogou a partida inteira, que Southampton venceu por 2-0. Sua próxima aparição aconteceu em 23 de setembro em uma vitória por 2 a 1 no Arsenal na rodada seguinte do torneio.
Ele fez sua primeira aparição na Premier League em 27 de setembro de 2014, substituindo Dušan Tadić nos descontos no final de uma vitória por 2 a 1 em casa sobre o Queens Park Rangers . A primeira partida de Targett veio em 28 de dezembro, um empate por 1 a 1 contra o Chelsea, no qual o lateral-esquerdo regular Ryan Bertrand era inelegível por estar emprestado pelo time visitante.
Ele foi nomeado como o Jogador Jovem da Temporada do Southampton para 2014-15.
Em 4 de agosto de 2017, Targett assinou um novo contrato de cinco anos com o Southampton, estendendo sua permanência no clube até o verão de 2022.

#### Fulham (empréstimo)
Em 22 de janeiro de 2018, Targett ingressou no Fulham, clube do Campeonato, por empréstimo até o final da temporada . Ele marcou seu primeiro gol em um empate 1-1 com o Bolton Wanderers em 10 de fevereiro. Em 26 de maio, ele ganhou a promoção para a Premier League quando o Fulham venceu o Aston Villa por 1 a 0 na final do play-off do campeonato, jogando os 90 minutos completos.

#### Regresso a Southampton
Em sua penúltima partida pelo Santos em 27 de abril de 2019, Targett entrou no intervalo para Oriol Romeu e marcou seu único gol pelo clube, em um empate em casa por 3 a 3 com o Bournemouth.

### Aston Villa
Em 1 de julho de 2019, Targett assinou contrato com o recém-promovido Aston Villa por uma taxa não revelada. Ele fez sua estréia em 27 de agosto em uma vitória por 6-1 na segunda rodada da EFL Cup sobre Crewe Alexandra, embora só tenha conseguido jogar os primeiros 42 minutos do jogo antes de sofrer uma lesão no tendão.
Ele se recuperou e voltou ao time em 25 de setembro, em uma vitória por 3 a 1 na próxima rodada em Brighton & Hove Albion, e então fez sua primeira partida na Premier League pelo Villa três dias depois em um empate em casa por 2 a 2. contra Burnley . Targett marcou seu primeiro gol pelo Aston Villa em 19 de outubro, derrotando o Brighton por 2 a 1 no Villa Park no quarto minuto dos descontos.
No final da temporada 2020-21, Targett foi o único jogador de campo a iniciar todas as 38 partidas da Premier League e foi eleito o Jogador da Temporada dos Jogadores por seus companheiros de equipe.

### Newcastle United
Em 31 de janeiro de 2022, Targett ingressou no Newcastle United por empréstimo até o final da temporada 2021-22. Em 8 de junho de 2022, a Targett assinou um contrato de 4 anos com os Magpies, por uma taxa de £ 15 milhões.

## Carreira internacional
Representou a Escócia no nível sub-19 antes de optar por jogar pela Inglaterra sub-19 em setembro de 2013. Em 17 de novembro de 2014, Targett marcou seu primeiro gol a nível internacional em um empate 1-1 contra Portugal para a Inglaterra Sub-20, seguido de um gol na disputa de pênaltis. Targett fez sua estreia pelo time sub-21 em 27 de março de 2015, começando na vitória por 1 a 0 contra a República Tcheca em Praga.
Ele fez parte da equipe que venceu o Torneio de Toulon de 2016, sua primeira vitória em 22 anos.
O Evening Chronicle informou em abril de 2022 que a Inglaterra e a Escócia estavam considerando Targett para seleção por suas seleções nacionais maiores.

## Títulos
Newcastle
- Copa da Liga Inglesa: 2024–25[29]

Seleção Inglesa
- Torneio Internacional de Toulon: 2016[30]